# Salvador Correia de Sá e Benevides
Pour les articles homonymes, voir Correia.
Salvador Correia de Sá e Benevides est né à Rio de Janeiro, en 1594 et mort le 1er janvier 1688. Il était le fils de Martim de Sá et petit-fils de Salvador Correia de Sá .
En 1625, avec les renforts recrutés à Rio, il participa à la défense de la vila d'Espirito Santo contre les attaques de l'amiral Piet Heyn ; ensuite il participa au siège de la Bahia jusqu'à la capitulation des Hollandais. Nommé par Philippe III amiral de la côte de la Mer du Sud et général des troupes destinées à combattre les Calchaquis à Tucumán, il obtint diverses victoires recevant lors d'une d'elles 12 flèches, il fit prisonnier le cacique Chumai (1634), soumit le peuplement de Singuilet gagna la bataille de Paclingasta en 1635. Ces faits de l'illustre guerrier sont cités confusément par Moreri et sont contenus dans divers documents de la famille Sá, dont certains ont été publiés.
Il gouverna trois fois la capitainerie de Rio de Janeiro (du 19 septembre 1637 à 1643, du 16 janvier au 12 mai 1648 et du 4 novembre 1659 au 29 avril 1662). Dans les intervalles de ces gouvernements, il commanda les escadres qui naviguaient entre Rio de Janeiro et Lisbonne et en 1648, il dirigea l'expédition qui expulsa les Hollandais d'Angola.
De 1659 à 1662, il dirigea les capitaineries du sud et lorsqu'il était à São Paulo, il se forma à Rio un gouvernement révolutionnaire qu'il parvint à vaincre le 10 avril 1662. Rappelé à Lisbonne l'année suivante, il ne revint plus au Brésil. Il meurt le 1er janvier 1688 et fut enterré au couvent des Carmélites déchaussées de Lisbonne, où ses restes se trouvent aux côtés de ceux d'Alexandre de Gusmão.

## Source
- Rio Branco, José Maria da Silva Paranhos,  Baron de., Efemérides Brasileiras. Brasilia: Sénat du Brésil, 2000